# Avro Vulcan
Avro Vulcan (od července 1963 Hawker Siddeley Vulcan) byl těžký čtyřmotorový proudový bombardér s delta křídlem zkonstruovaný firmou Avro, který v Royal Air Force (RAF) sloužil v letech 1956 až 1984. Jednalo se o jeden ze tří bombardérů třídy V (tzv. V-bomber force), kam vedle typu Avro Vulcan patřily i stroje Handley Page Victor a Vickers Valiant. Z těchto tří bombardérů třídy V byl Vulcan považován za technicky nejpokročilejší, a proto dostával nejrizikovější úkoly. Bylo vyrobeno několik menších letadel, označených Avro 707, na kterých se testovaly a zdokonalovaly koncepce delta křídla.
První stroje Vulcan B.1 byly RAF dodány v roce 1956; dodávky vylepšeného Vulcanu B.2 začaly v roce 1960. B.2 měl výkonnější motory, větší křídlo, vylepšený elektrický systém a elektronická protiopatření (ECM); mnoho z nich bylo upraveno pro nesení střel Blue Steel. Po většinu studené války tvořil páteř britské letecké jaderné odstrašující síly (V-force) a ačkoli byly Vulcany obvykle vyzbrojeny jadernými zbraněmi, byly schopné konvenčních bombardovacích úkolů, jako například během operace Black Buck za Falklandské války mezi Spojeným královstvím a Argentinou v roce 1982.
Vulcan neměl žádnou obrannou výzbroj a zpočátku spoléhal na vysokou rychlost ve velké výšce, aby se vyhnul zachycení. Elektronická protiopatření byla na verzi B.1 (označená B.1A) a B.2 používána od 60. let. V polovině 60. let došlo ke změně taktiky na lety v nízkých letových hladinách. V polovině sedmdesátých let bylo devět Vulcanů přizpůsobeno pro průzkumné námořní radarové operace a byly přeznačeny na verzi B.2 (MRR). V posledních letech služby bylo šest Vulcanů přestaveno na létající tankery označené K.2.
Po vyřazení ze služby byl jeden Vulcan B.2 XH558, pojmenovaný The Spirit of Great Britain, udržovaný pro letecké show. V roce 1993 byl odprodán firmě Walton Ltd z Bruntingthorpe. Dva další B.2, XL426 a XM655, byly udržovány ve stavu pro pojíždění a demonstrace na londýnském letišti Southend a na letišti Wellesbourne Mountford. Letoun B.2 XH558 naposledy letěl v říjnu 2015 a poté byl na letišti Doncaster udržován ve stavu schopném pojíždění.

## Vznik a vývoj

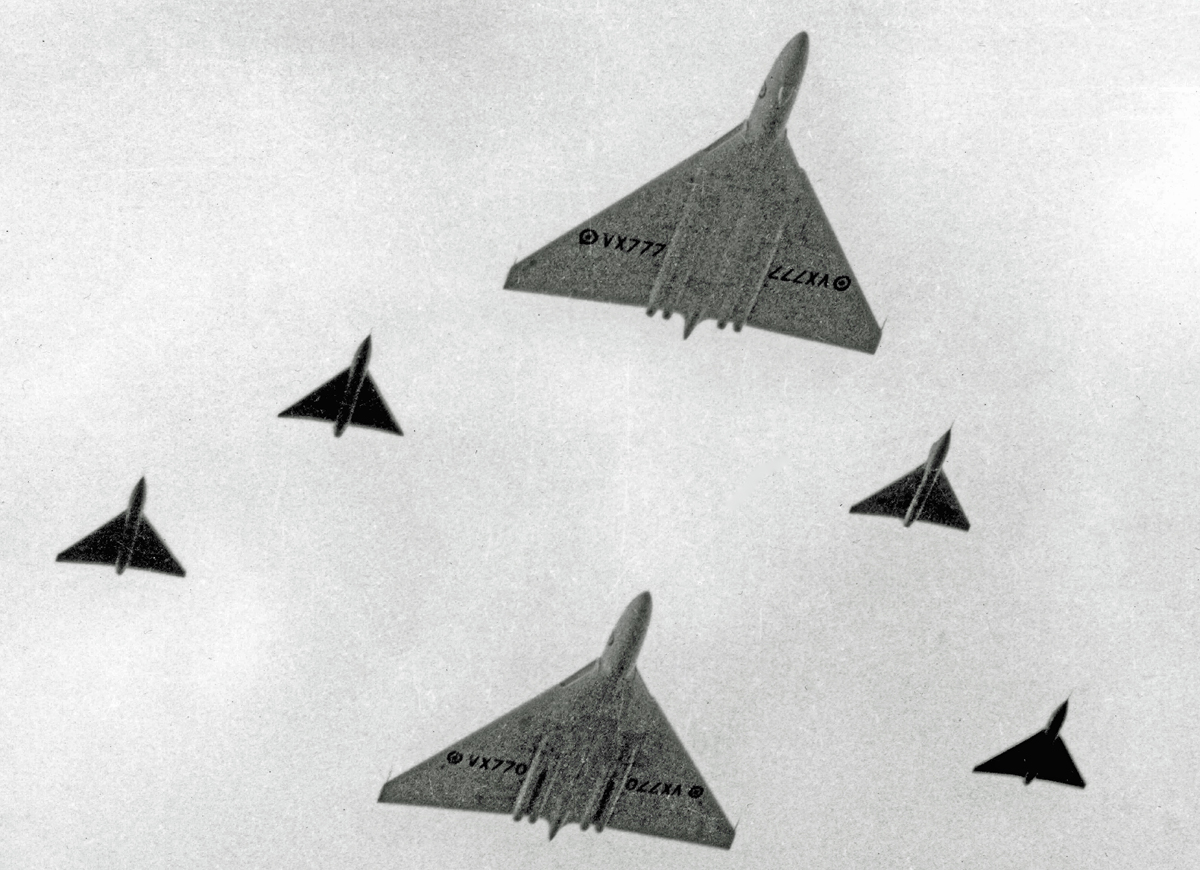
Prototypy Vulcanů (VX777 vpředu, VX770 vzadu) se čtyřmi stroji Avro 707 ve Farnborough v září 1953.

Vznik typu Avro 698 lze vysledovat až ke specifikacím B.35/46 (35. požadavky zformulované ke dni 1. ledna 1947 vydané Ministry of Supply). Ty požadovaly stroj poháněný proudovými motory, schopný nést pumový náklad až 4536 kg, s maximální rychlostí alespoň 926 km/h, operačním dostupem 15 240 metrů a doletem 5560 km. Po tragické smrti šéfkonstruktéra Roy Chadwicka, CBE, FRAeS (* 30. dubna 1893, † 23. srpna 1947), převzal vedení konstrukce Stuart Duncan Davies (později CBE, bylo mu uděleno v květnu 1968; * 5. prosince 1906, † 22. ledna 1995).
Pro ověření aerodynamické koncepce firma postavila dle specifikací E.15/48 jednomotorový experimentální letoun Avro 707, poháněný motorem Rolls-Royce Derwent. Celkem vzniklo pět kusů (měly sériová čísla VX784, VX790, WD280, WZ736 a WZ744), ovšem praktický přínos posledních dvou exemplářů je přinejmenším poněkud sporný — vzlétly totiž až po záletu typu Avro 698 Vulcan.
Původně proponované motory Bristol Olympus nebyly včas k dispozici, takže první prototyp dostal čtyři motory Rolls-Royce Avon R.A.3 o statickém tahu 6500 lbf (28,91 kN).
Prototyp (VX770) se poprvé dostal do vzduchu 30. srpna 1952 z továrního letiště ve Woodfordu, za řízením stroje byl šéfpilot firmy Squadron Leader Roland John Falk, OBE, AFC & Bar. O pouhý týden později s ním Wg. Cdr. Falk na přehlídce SBAC (Society of British Aircraft Constructors, později tato zkratka dostává jiný význam, Society of British Aerospace Companies) ve Farnborough předvedl výkrut. Ve zkušebním letovém programu pokračoval první prototyp až do počátku roku 1953. Protože motory Bristol Olympus stále nebyly k dispozici, byly do prvního prototypu instalovány čtyři pohonné jednotky Armstrong Siddeley Sapphire AS.Sa 6, s nimiž poprvé vzlétl v červenci 1953. První prototyp byl ztracen 20. září 1958 v Seyrstonu během nízkého průletu na air show, kdy se ve vzduchu rozpadl.
Druhý prototyp (VX777) již nové motory Olympus obdržel. Byly to jednotky Series 100 o tahu po 43,37 kN, s nimiž poprvé vzlétl 3. září 1953. Během letových testů byl 27. července 1954 poškozen během tvrdého přistání ve Farnborough. Během následných oprav byl vybaven novými motory Olympus Series 101 o tahu po 44,48 kN. S nimi opět vzlétl v únoru 1955. Pod přídí přibylo malé ploché okénko s aerodynamickým krytem pro vizuální bombardovací zaměřovač. Následně byla jednoduchá delta nosné plochy o šípovitosti 52° s rovnou náběžnou hranou na základě výsledků v Aeroplane and Armament Experimental Establishment v Boscombe Down výrazně modifikována. Šíp byl snížen o 10° v polovině náběžné hrany a potom směrem ke konci k jeho opětnému obnovení na původní úroveň. U prvních sériových letounů přibyla také řada vířičů proudění na horní straně křídla k revitalizaci mezní vrstvy. Takto upravený druhý prototyp poprvé vzlétl 5. října 1955.

## Výroba

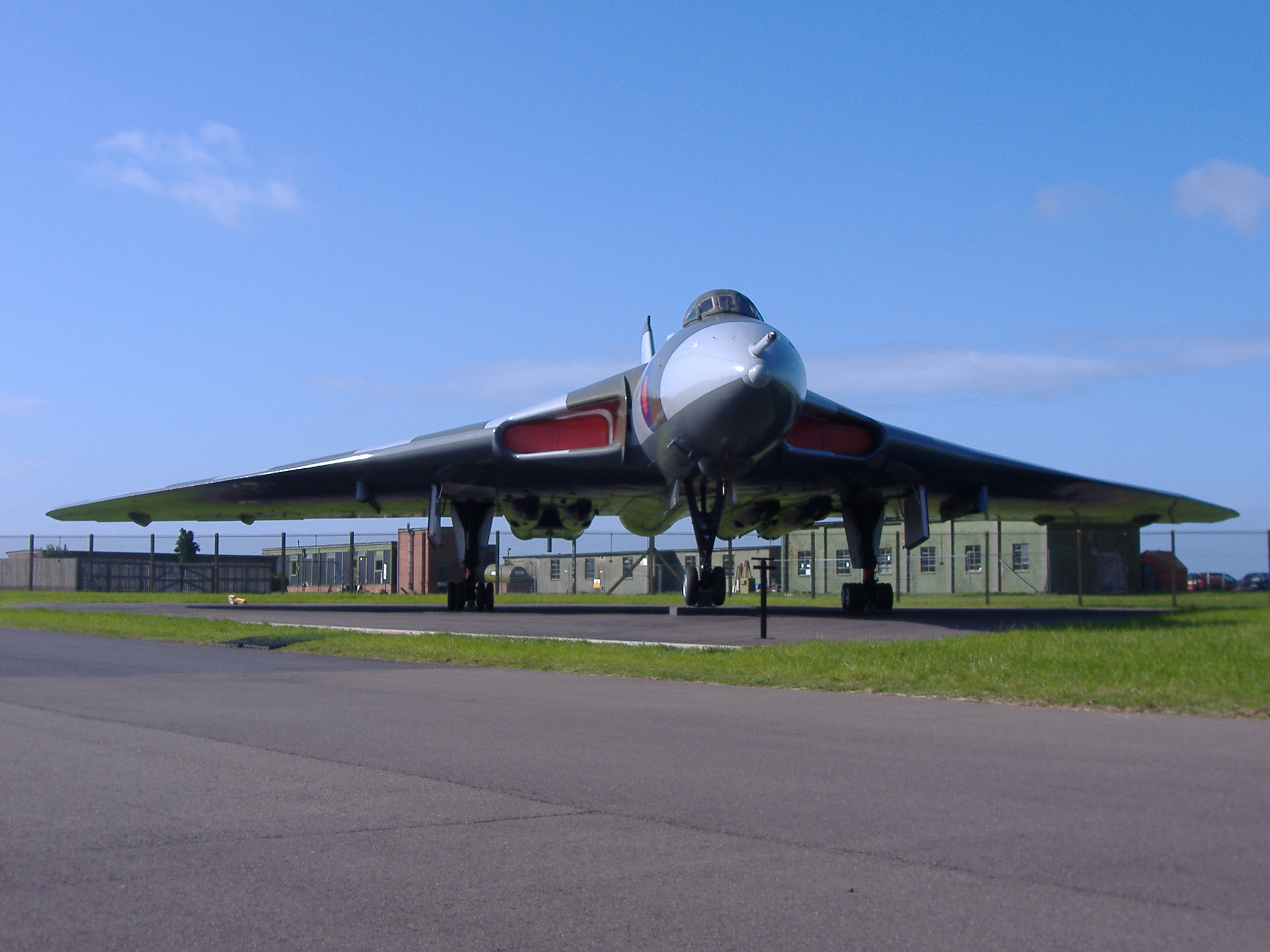
Avro 698 Vulcan B.2, s/n XM607, je skutečný válečný veterán, zúčastnil se náletů během argentinsko-britské války o Falklandy v roce 1982. Dnes stojí u vstupu na stanici RAF Waddington.

První sériový Vulcan B.1 z pětadvaceti RAF objednaných kusů poprvé vzlétl 4. února 1955. Obdržely sériová čísla XA889 až XA913. První sériové stroje měly proudové motory Bristol Siddeley Olympus 101 a stavěly se ještě s původním jednoduchým deltakřídlem. Upravené křídlo s lomenou náběžnou hranou obdržel XA889 dodatečně až v únoru 1956. Od března 1957 létal se silnějšími motory Olympus 102 o tahu po 53,38 kN, o čtyři měsíce dostal tento Vulcan ještě výkonnější Olympusy verze 104 s tahem 59,60 kN každý. 
Druhý sériový letoun (XA890) měl jako první prodloužené motorové gondoly s delšími výstupními rourami, které se pak staly standardem u všech následujících kusů. XA890 až do sešrotování v roce 1973 létal s nemodifikovaným křídlem. Letové zkoušky pokračovaly i s dalšími čtyřmi sériovými letouny. XA891 měl jako první pohonné jednotky Olympus 200 o tahu po 88,96 kN, stroj XA894 byl později ve Filtonu upraven k testům v podvěsu motoru Olympus B.O.22R.320 o tahu 133,44 kN pro vyvýjený letoun BAC TSR.2. Vulcan XA896 podobně testoval motor BS.100 s vektorovaným tahem pro program Hawker P.1154. XA903 byl létající zkušebnou pro motor Olympus 593, včetně jeho vstupního ústrojí s měnitelnou geometrií, pro dopravní letoun Concorde. Ke konci své letové kariéry testoval rovněž jednotku Turbo Union/Rolls-Royce RB.199 pro typ Panavia Tornado.
Ve Woodfordu u společnosti Avro pokračovala sériová výroba dvacítky Vulcanů B.1 sériových čísel XH475 až XH483, XH497 až XH506 a XH532. Poháněny byly Olympusy 104 o tahu po 60 kN, které byly později instalovány i do starších strojů.
V červenci 1959 začaly u společnosti Armstrong Whitworth v Bitteswellu konverze všech letounů B.1 od operačních jednotek na verzi Vulcan B.1A. Letouny obdržely zvětšený koncový kužel trupu pro instalaci vyhazovačů dipólů a dalšího zařízení pro radioelektronický boj. Stroje navíc obdržely deskový kryt antény mezi výstupní trysky pravých motorů. Modifikace zahájené na XH505 byly ukončeny v březnu 1963 dodáním kusu XH503.
Již koncem léta 1955 firma Avro připravila předběžné plány na novou verzi Vulcan B.2 s výkonnějšími motory. Prototyp byl objednán v květnu 1956 společně s letouny sériových čísel XH533 až XH539, XH554 až XH563, XJ780 až XJ784 a XJ823 až XJ825. Rovněž byla zvětšena plocha křídla zvětšením rozpětí o 3,66 m, přičemž se snížila jeho relativní tloušťka na 4,25 % oproti 7,92 % u B.1. Na odtokové hraně vystřídaly křidélka a výškovku kombinované elevony. Nová byla také elektrická soustava pracující se střídavým proudem, přidána byla pomocná zdrojová jednotka Rover APU, podvozek byl zesílen a u některých letounů byl zvětšen průřez nasávacích otvorů vzduchu k motorům. Zvětšen byl opět i ocasní kužel trupu. V roce 1956 testoval nový 200V elektrický systém se střídavým proudem o stálém kmitočtu Vulcan B.1 XA893. Nové křídlo bylo zkoušeno na druhém prototypu VX777, který s ním vzlétl 31. srpna 1957 a nové motory pak na jaře 1958 na exempláři XA891 (24. července 1959 havaroval). První sériový Vulcan B.2 (XH533) byl zalétán 19. srpna 1958 s motory Olympus 200 o tahu po 71,17 kN, ale v plné sériové produkci byly použity pohonné jednotky Olympus 201 s tahem po 75,61 kN.
Další objednávka B.2 zahrnovala stroje sériových čísel XL317 až XL321, XL359 až XL361, XL384 až XL392, XL425 až XL427 a XL443 až XL446. Všechny měly být vybaveny instalacemi pro nošení jedné střely Blue Steel. Druhá smlouva pak zahrnovala 40 strojů sériových čísel XM569 až XM576, XM594 až XM612 a XM645 až XM657. Z posledních čtyřiceti B.2 mělo jen devět zařízení pro nesení Blue Steel, od 61. letounu se na výrobní lince uskutečňovaly modifikace pro nošení pod každou polovinou křídla jedné americké střely GAM-87 Skybolt. Po zrušení programu Skybolt v USA bylo posledních 15 rozestavěných B.2 dokončeno jako klasické horizontální bombardéry. Střely Blue Steel mohly nosit všechny Vulcany B.2 série XL a prvních deset série XL. 
Po odřeknutí dodávek Skyboltů byly B.2 od sériového čísla XM597 upraveny na nošení klasických pum a vybaveny motory Olympus 301 o tahu po 90,72 kN. Tato úprava byla u RAF značena Vulcan B.2A. Po velké průmyslové reorganizaci v Británii v roce 1963 byl výrobce Vulcanu uváděn pod novým názvem Hawker Siddeley. Výroba Vulcanů byla ukončena ke konci roku 1964.

## Nasazení

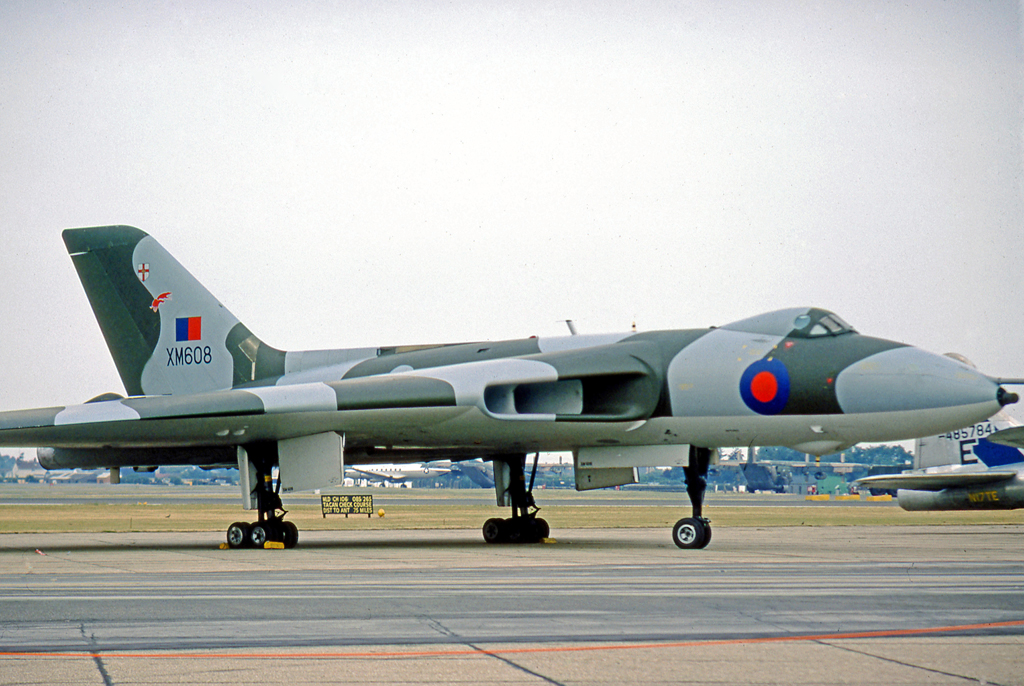
Avro Vulcan B.2A (XM608)

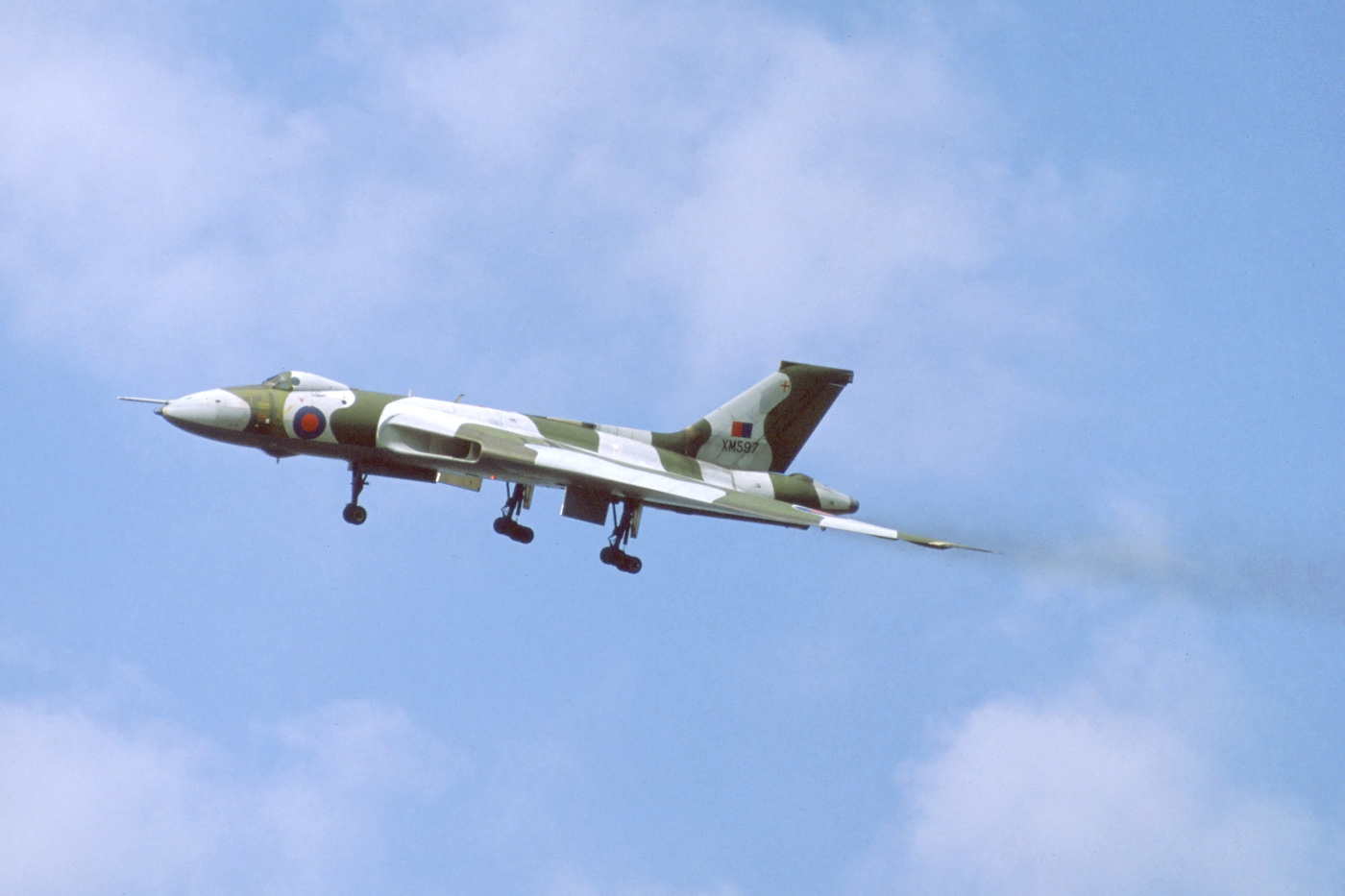
Vulcan B.2 (XM597)

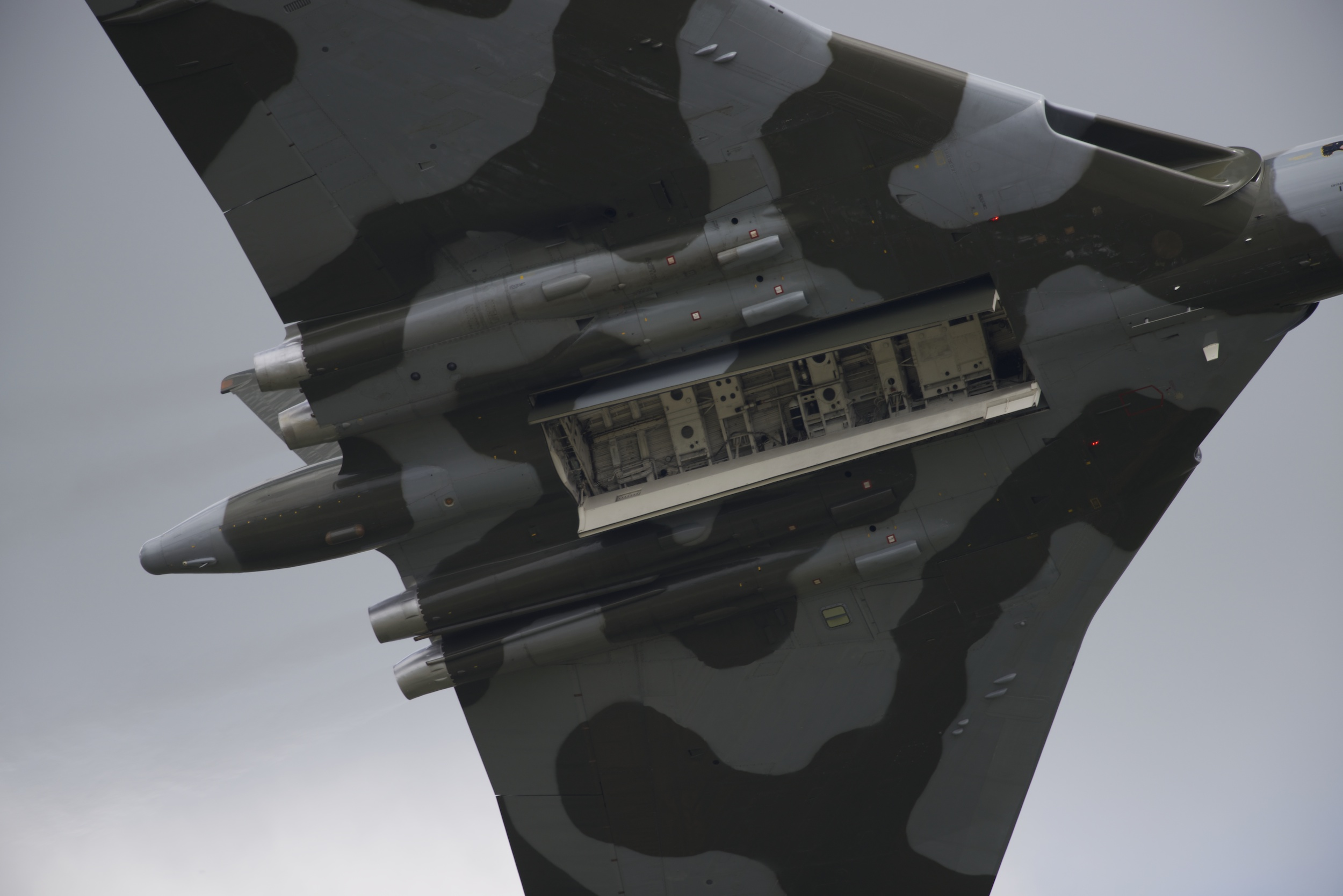
Avro Vulcan (XH558)

Po ukončení přejímacích zkoušek RAF na jaře 1956 byla zahájena dodávka sériových Vulcanů B.1 k operačním jednotkám. Jako první byl dodán 20. července 1956 stroj XA897 bojové přeškolovací jednotce No.230 Operational Conversion Unit ve Waddingtonu. Dne 1. října 1956 byl tento stroj zničen během nevydařeného přistání na letišti Heathrow. Přeškolovací jednotka OCU začala s výcvikem osádek 22. února 1957.
První operační jednotkou s Vulcany B.1 se stala 83. squadrona ve Waddingtonu ustavená 11. července 1957. Mezi první stroje patřily XA901 a XA904, který měl již silnější motory Olympus 102. Další její Vulcan (XA908) havaroval 24. října 1958 v Chicagu. Zbývající exempláře z výrobního bloku sériových čísel XA byly přiděleny do Finningley, kde 15. října 1957 vznikla další, 101. squadrona RAF.
Dne 1. května 1958 byla ve Scamptonu s Vulcany B.1 řady XH ustavena 617. peruť. Poslední Vulcan B.1 (XH532) byl RAF dodán 30. dubna 1959.
Dodávky letounů B.2 k RAF započaly 1. července 1960, kdy stroj XH558 převzala letka B přeškolovací jednotky 230. OCU (rozpuštěná k srpnu 1981). První vycvičené osádky přecházely k 83. squadroně ve Scamptonu. Ta první kusy B.2 dostávala od října 1960. Zde byla také k 1. dubnu 1961 zřízena s Vulcany B.2 nová peruť č. 27 (rozpuštěná 29. března 1972, následně 1. listopadu 1973 obnovena jako námořní radarová průzkumná jednotka s Vulcany B.2(MRR). Svou činnost definitivně ukončila v březnu 1982). První wing vyzbrojený výhradně variantou B.2 vznikl koncem roku 1961, když 617. squadrona přezbrojila na nové stroje. Dodávky verze B.2 umožňovaly přezbrojení původních perutí a zformování nových, které pokračovaly v létání s Vulcany B.1A . Tak byla ustavena 44. squadrona ve Waddingtonu k 10. srpnu 1960 a to přečíslováním 83. perutě. Podobně vznikla 50. peruť k 1. srpnu 1961 na stejné základně z letounů původně ve stavu 617. perutě. Waddingtonský wing byl zprvu zkompletován k červnu 1960 převelením 101. squadrony z Finningley. Verze B.1A začala být vyřazována ze služby mezi březnem 1966 a lednem 1968, přičemž poslední let B.1A v rámci RAF proběhl 15. května 1969, kdy stroj XH478 přelétl na kyperskou základnu Akrotiri.
V únoru 1963 byly u 617. squadrony (rozpuštěná k 31. prosinci 1981) zavedeny na letouny B.2 britské střely Blue Steel, další dvě perutě následovaly do konce tohoto roku. 
Verzí Vulcan B.2A byl vybaven nově vzniklý wing dislokovaný v Coningsby složený z 9. perutě ustavené od 1. července 1962 a z 35. perutě zřízené k 1. prosinci téhož roku. Přezbrojení vybraných jednotek typem Vulcan bylo ukončeno 14. ledna 1965, kdy poslední XM657 převzala 35. peruť RAF. Již v listopadu 1964 se celý wing přestěhoval do Cottesmore. Peruť č. 9 a 35 operovala od roku 1969 do roku 1975 jako součást Near East Air Force Bomber Wing na Kypru. 35. peruť byla zrušena v únoru 1982, 9. peruť pak v dubnu 1982.
Falklandský konflikt změnil plány na zrušení posledních jednotek Vulcanů původně k červnu 1982, proto byl dán perutím č. 44, 50 a 101 odklad. Šest z deseti strojů Vulcan bylo vybráno pro případné nasazení v Atlantiku. Jednalo se o stroje sériových čísel XM607 a XM612 od 44. squadrony, XM598 a XM654 od 50. squadrony a XL391 a XM597 od 101. squadrony. První dva Vulcany vzlétly z Waddingtonu směrem na základnu Widewake na ostrově Ascension 29. dubna 1982. XM598 pilotoval Sqn/Ldr. R. J. Reev, XM607 Flt./Lt. W. F. Withers. Třetí záložní XM597 se později vrátil na základnu. První bojová operace proběhla proti VPD na falklandském letišti Stanley z 30. dubna na 1. květen 1982. Vulcan B.2 XM598 byl určen jako hlavní letoun, záložní XM607 se měl vrátit po prvním dotankování paliva ve vzduchu stroje XM598 z tankeru Handley Page Victor K2. Hlavní letoun se z důvodu poruchy hermetizace vrátil na Ascension a v akci pokračoval záložní stroj, který akci zdárně provedl. Opakovaný útok na letiště Stanley provedl 3. května 1982 se strojem XM607 pilot Reev s osádkou, záložní stroj XM598 se akce nezúčastnil a vrátil se na základnu. Během tohoto náletu již vzletová dráha poškozena nebyla. Oba Vulcany RAF se 7. května vrátily na domovskou základnu, ale již 15. května byl XM607 zpět na Ascensionu. O den dříve zde přistál nový Vulcan XM612. Oba byly plánovány pro třetí misi, která se však z technických příčin nekonala a stroje se vrátily do Waddingtonu. Dne 26. května přistál na Ascensionu záložní XM598 vyzbrojený protiradarovými raketami AGM-45 Shrike následovaný o den později hlavním strojem XM597. První protiradiolokační útok byl naplánován na půlnoc 28. května 1982, kdy také XM597 s osádkou Sqn/Ldr. C. Neil McDougalla vzlétla směrem na Falklandy. Po pěti hodinách letu byla mise odvolána pro selhání zařízení na doplňování paliva u tankovacího Victoru K.2. Další útok následoval se stejným letadlem i osádkou krátce po půlnoci 31. května proti přehledovému radaru Westinghouse AN/TPS-43P v Port Stanley. Anténu radaru se podařilo dvojicí raket Shrike poškodit jen mírně, o 24 hodin později byl plně v provozu. Šestá mise zahájená 2. června 1982 opět strojem XM597 a stejnou osádkou měla znovu za cíl radar Westinghouse v Port Stanley. Ten byl ovšem vypnut, proto byly dvě ze čtyř raket Shrike v časných ranních hodinách 3. června odpáleny na radar Skyguard, řídící jednu z protiletadlových baterií. Po úspěšném zničení Skyguardu zamířil XM597 zpět k Ascensionu. Pro nezdařené dotankování paliva za letu zamířila osádka na civilní letiště Rio de Janeiro v Brazílii. Dne 10. července se XM597 vrátil do Waddingtonu. Poslední bojový let uskutečnil XM607 v noci 11. června po příletu z Waddingtonu den předtím. Jednalo se o konvenční bombardování zaměřené na ničení zařízení letiště Stanley, které dopadlo úspěšně. Dne 14. června se Vulcany XM598 a XM607 vrátily na domovskou základnu Waddington.
Po ukončení bojových akcí byla 4. srpna 1982 rozpuštěna peruť č. 101, následovaná k 21. prosinci téhož roku 44. prutí. Jedinou jednotkou s Vulcany tak v roce 1983 zůstala 50. squadrona RAF. Stroje XH558, XH560, XH561, XJ825, XL445 a XM571 byly určeny ke konverzi na tankovací letouny. Byly odeslány k British Aerospace ve Woodfordu k zástavbě nutného potrubí a soupravy s navijákem plnicí hadice pod záďový kužel trupu. Pro zlepšení obtékání byl dospodu instalován aerodynamický kryt. První upravený letoun (XH561) se stal prototypem tankovacího Vulcanu K Mk.2. Zalétán byl 18. června 1982 ve Woodfordu velitelem 50. perutě W/Cdr. Chrisem Lumbem s továrním pilotem Al McDickenem. Druhý konvertovaný stroj XJ825 byl z Woodfordu dodán přímo na základnu Waddington, zatímco třetí XH560 prošel testy u A&AEE v Boscombe Down. Zbývající tři K.2 byly 50. squadroně předány v pravidelných intervalech v pořadí XM571, XL445 a XH558. Poslední se ve Waddingtonu objevil v říjnu 1982. Poslední operační 50. peruť s Vulcany byla zrušena 31. března 1984.

## Specifikace (Vulcan B.1)
Údaje dle

### Technické údaje
- Posádka: 5
- Rozpětí: 30,15 m
- Délka: 29,61 m
- Výška: 7,93 m
- Nosná plocha: 330,20 m²
- Hmotnost prázdného letounu: 39 917 kg
- Maximální vzletová hmotnost: 75 750 kg
- Pohonná jednotka: 4× proudový motor Bristol Olympus 101, 102 nebo 104 o tahu 48,93 kN

### Výkony
- Maximální rychlost ve výšce 12 000 m:  926 km/h Mach=0.98
- Cestovní rychlost ve výšce 16 750 m: 914 km/h, Mach=0.86
- Operační dostup: 15 250 m
- Bojový dolet: 3700 km
- Poměr tah/hmotnost: 0,31

### Výzbroj
- 21 × 1 000 lb (454 kg) konvenčních pum
- 1 x jaderná puma Blue Danube
- 1 x jaderná puma Violet Club 400 kt
- 1 x americká jaderná puma Mark 5 (Project E)
- 1 x jaderná puma Yellow Sun Mk.1 400 kt
- 1 x termonukleární puma Yellow Sun Mk 2 1.1 Mt
- 1 x jaderná puma Red Beard
- 1 x padáková jaderná puma WE.177B

## Porovnání variant

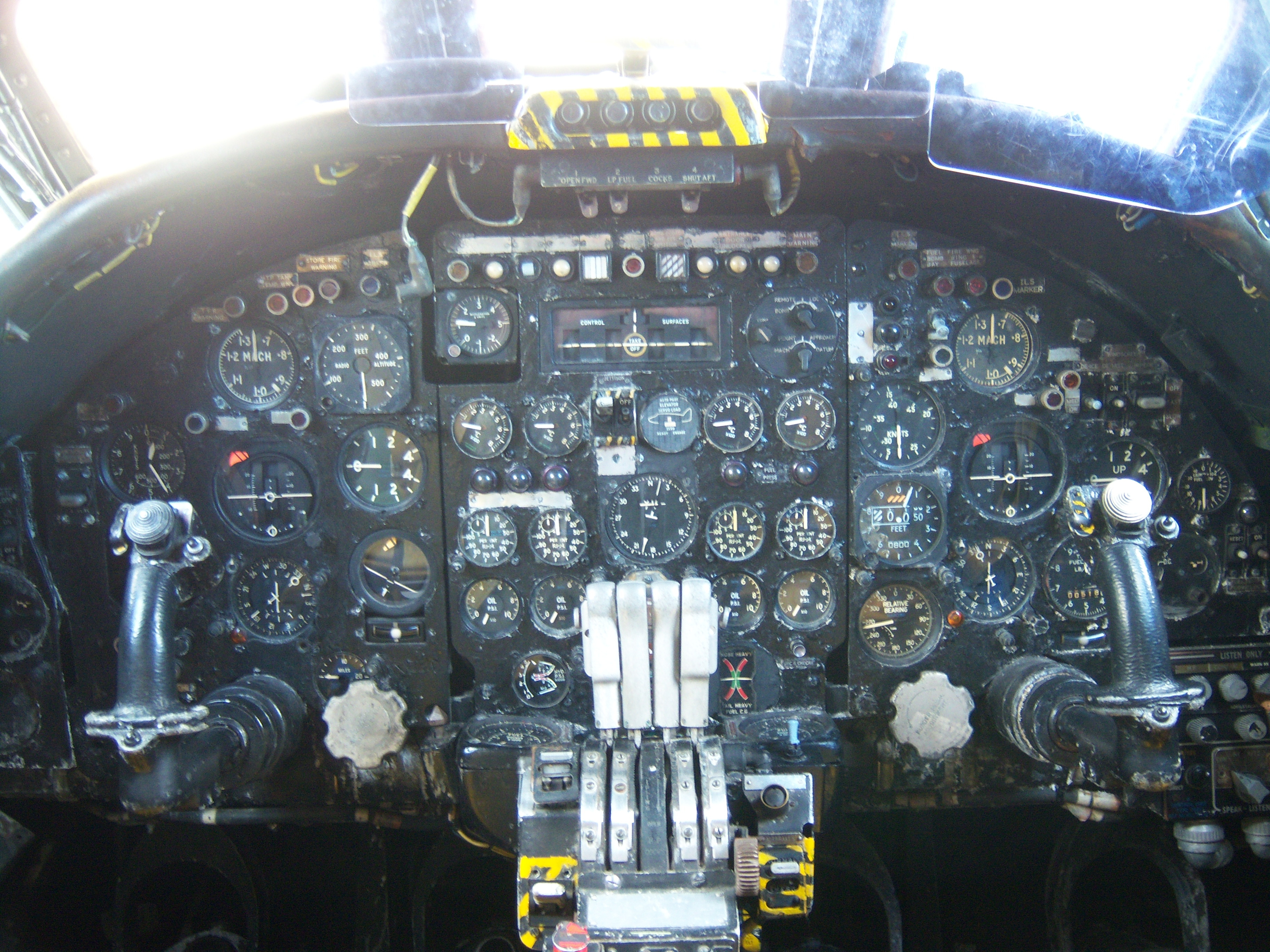
Kokpit Avro Vulcan B.2 (XL319)

|                                | B.1                                                                        | B.1A                                                                       | B.2                                                                                                   | B.2 (MRR)                                               | K.2                                                     |
| ------------------------------ | -------------------------------------------------------------------------- | -------------------------------------------------------------------------- | --- | ------------------------------------------------------- | ------------------------------------------------------- |
| Rozpětí                        | 99 ft 5 in (30,30 m)                                                       | 99 ft 5 in (30,30 m)                                                       | 111 ft 0 in (33,83 m)                                                                                 | 111 ft 0 in (33,83 m)                                   | 111 ft 0 in (33,83 m)                                   |
| Délka                          | 97 ft 1 in (29,59 m)                                                       | 105 ft 6 in (32,16 m) [99 ft 11 in (30,45 m) bez sondy]                    | 105 ft 6 in (32,16 m) [99 ft 11 in (30,45 m) bez sondy]                                               | 105 ft 6 in (32,16 m) [99 ft 11 in (30,45 m) bez sondy] | 105 ft 6 in (32,16 m) [99 ft 11 in (30,45 m) bez sondy] |
| Výška                          | 26 ft 6 in (8,08 m)                                                        | 26 ft 6 in (8,08 m)                                                        | 27 ft 1 in (8,26 m)                                                                                   | 27 ft 1 in (8,26 m)                                     | 27 ft 1 in (8,26 m)                                     |
| Nosná plocha                   | 3 554 sq ft (330,2 m2)                                                     | 3 554 sq ft (330,2 m2)                                                     | 3 964 sq ft (368,3 m2)                                                                                | 3 964 sq ft (368,3 m2)                                  | 3 964 sq ft (368,3 m2)                                  |
| Maximální vzletová hmotnost    | 167 000 lb (76 000 kg) 185 000 lb (84 000 kg) (s přetížením)               | 167 000 lb (76 000 kg) 185 000 lb (84 000 kg) (s přetížením)               | 204 000 lb (93 000 kg)                                                                                | 204 000 lb (93 000 kg)                                  | 204 000 lb (93 000 kg)                                  |
| Cestovní rychlost              | Mach 0,86                                                                  | Mach 0,86                                                                  | Mach 0,86                                                                                             | Mach 0,86                                               | Mach 0,86                                               |
| Maximální rychlost             | Mach 0,95                                                                  | Mach 0,95                                                                  | Mach 0,93 (Mach 0,92 s motory Olympus 301)                                                            | Mach 0,93                                               | Neznámá                                                 |
| Dostup                         | 55 000 ft (17 000 m)                                                       | 55 000 ft (17 000 m)                                                       | 45 000 to 56 000 ft (14 000 to 17 000 m)                                                              | 45 000 to 56 000 ft (14 000 to 17 000 m)                | 45 000 to 56 000 ft (14 000 to 17 000 m)                |
| Elektrický systém              | 112V DC                                                                    | 112V DC                                                                    | 115/200V AC 3 fáze 400 Hz                                                                             | 115/200V AC 3 fáze 400 Hz                               | 115/200V AC 3 fáze 400 Hz                               |
| Pohotovostní elektrický system | Baterie                                                                    | Baterie                                                                    | APU, nouzově náporová turbína                                                                         | APU, nouzově náporová turbína                           | APU, nouzově náporová turbína                           |
| Motory                         | 4 × Bristol Olympus 101, 102 nebo 104                                      | 4 × Bristol Olympus 104                                                    | 4 × Bristol Siddeley Olympus řady 200, 301                                                            | 4 × Bristol Siddeley Olympus řady 200                   | 4 × Bristol Siddeley Olympus řady 200                   |
| Kapacita paliva (hlavní)       | 9,280 gal (74,240 lb leteckého petroleje)                                  | 9,280 gal (74,240 lb leteckého petroleje)                                  | 9,260 U.K. galls (74,080 lb leteckého petroleje)                                                      | 9,260 U.K. galls (74,080 lb leteckého petroleje)        | 9,260 U.K. galls (74,080 lb leteckého petroleje)        |
| Kapacita paliva (pumovnice)    | Žádná                                                                      | Žádná                                                                      | 0–1990 gal (15,920 lb leteckého petroleje)                                                            | 1990 gal (15,920 lb leteckého petroleje)                | 2985 gal (23,880 lb leteckého petroleje)                |
| Poháněné ovládání letounu      | 1 x kormidlo (dvojité), 4 x výškové kormidlo, 4 x křidélko                 | 1 x kormidlo (dvojité), 4 x výškové kormidlo, 4 x křidélko                 | 1 x kormidlo (dvojité), 8 x elevon (řídící plocha)                                                    | 1 x kormidlo (dvojité), 8 x elevon (řídící plocha)      | 1 x kormidlo (dvojité), 8 x elevon (řídící plocha)      |
| Výzbroj                        | 1 × volně padající jaderná puma nebo 21 × 1 000 lb (450 kg) konvenční puma | 1 × volně padající jaderná puma nebo 21 × 1 000 lb (450 kg) konvenční puma | 1 × střela Blue Steel nebo 1 × volně padající jaderná puma nebo 21 × 1 000 lb (450 kg) konvenční puma | Žádná                                                   | Žádná                                                   |